# Пестова, Наталья Васильевна
Ната́лья Васи́льевна Пестова (род. 27 апреля 1958, Нижний Тагил, РСФСР) — российский германист, литературовед, лингвист, доктор филологических наук, профессор; директор Австрийской библиотеки города Екатеринбурга, автор более 130 научных и учебно-методических публикаций.

## Биография
В 1980 году окончила МГПИИЯ им. М.Тореза, немецкое отделение.
Начиная с 1980 года — преподаватель факультета Иностранных Языков Свердловского Государственного Педагогического Института.
В 1986 году успешно защитила кандидатскую диссертацию по теме: «Множественность грамматической нормы в поэтическом тексте» в МГПИИЯ им. М.Тореза (научный руководитель — д.ф.н., профессор Е. И. Шендельс).
В 1998, 1999 и 2000 году дважды становится стипендиатом Министерства науки и научных исследований земли Баден-Вюртемберг, Германия; стипендиатом Шиллеровского национального литературного общества, Немецкого литературного архива г. Марбах.
В 2000 году состоялась защита её докторской диссертации на тему: «Лирика немецкого экспрессионизма: профили чужести» в УрГПУ, г. Екатеринбург.
Н. В. Пестова является ведущим специалистом в области немецкого литературного экспрессионизма, она — автор научно-исследовательских работ и учебной литературы на данную тему, заведующий кафедрой немецкой филологии УрГПУ, активный член Российского Союза Германистов, научный руководитель множества успешно защищенных кандидатских диссертаций.

## Основные публикации
1. Немецкий литературный экспрессионизм : уч. пособие. — Екатеринбург, 2004. — 335 с. (Гриф УМО; Лауреат конкурса на лучшую научную книгу Фонда отечественного образования РФ; 2-е место в конкурсе научных изданий, УрГПУ 2005 г.).
2. Лирика немецкого экспрессионизма : профили чужести Архивная копия от 10 марта 2012 на Wayback Machine  (756 МБ) : монография. — Екатеринбург, 1999. — 464 с.
3. Философские основы и эстетические принципы экспрессионизма: опыт немецкоязычного экспрессионизма : глава в коллективной монографии // Русская литература XX века: закономерности исторического развития. Книга 1: Новые художественные стратегии / отв. ред. Н. Л. Лейдерман. — Екатеринбург, 2005. — 464 с.
4. 52 статьи // Энциклопедический словарь экспрессионизма / гл. редактор П. М. Топер. — М.: ИМЛИ РАН, 2008. — 735 с.
5. Germanistische Studien : сб. науч. трудов / науч. ред. Н. В. Пестова; Урал. гос. пед. ун-т. — Екатеринбург, 2008. — Вып. 2. — 103 с.
6. Случайный гость из готики: русский, австрийский и немецкий экспрессионизм : науч. монография; Урал. гос. пед. ун-т. — Екатеринбург, 2009. — 297 с.(1-е место в конкурсе научных изданий, УрГПУ 2010 г.)